# Tirreno–Adriatico
Tirreno–Adriatico är ett etapplopp på cykel och den näst största cykeltävlingen i Italien efter Giro d'Italia. Tävlingens bansträckning går mellan Tyrrenska havet och Adriatiska havet och kallas därför också för "la corsa dei due mari", loppet mellan de två haven. Tävlingen är sedan 2009 en del av UCI World Tour. RCS Sport organiserar tävlingen.
Tävlingen startade 1966 och hölls över tre etapper. Sedan 2002 hålls loppet över sju etapper. 
Belgaren Roger De Vlaeminck vann tävlingen sex gånger i rad, mellan 1972 och 1977, medan Giuseppe Saronni, Francesco Moser, Tony Rominger, Rolf Sørensen, Vincenzo Nibali, Nairo Quintana, Tadej Pogačar och Primož Roglič vunnit den två gånger i sina karriärer.
"Den italienska dubbeln" består av Milano–Sanremo och Tirreno–Adriatico. Tre cyklister har under ett och samma år vunnit bägge tävlingarna; Roger De Vlaeminck (1973), Maurizio Fondriest (1993) och Giorgio Furlan (1994).

## Svenska segrar i Tirreno–Adriatico
- 1984 Tommy Prim  Sverige

## Segrare
- 2025  Juan Ayuso
- 2024  Jonas Vingegaard
- 2023  Primož Roglič
- 2022  Tadej Pogačar
- 2021  Tadej Pogačar
- 2020  Simon Yates
- 2019  Primož Roglič
- 2018  Michał Kwiatkowski
- 2017  Nairo Quintana
- 2016  Greg Van Avermaet
- 2015  Nairo Quintana
- 2014  Alberto Contador
- 2013  Vincenzo Nibali
- 2012  Vincenzo Nibali
- 2011  Cadel Evans
- 2010  Stefano Garzelli
- 2009  Michele Scarponi
- 2008  Fabian Cancellara
- 2007  Andreas Klöden
- 2006  Thomas Dekker
- 2005  Óscar Freire
- 2004  Paolo Bettini
- 2003  Filippo Pozzato
- 2002  Erik Dekker
- 2001  Davide Rebellin
- 2000  Abraham Olano
- 1999  Michele Bartoli
- 1998  Rolf Järmann
- 1997  Roberto Petito
- 1996  Francesco Casagrande
- 1995  Stefano Colage
- 1994  Giorgio Furlan
- 1993  Maurizio Fondriest
- 1992  Rolf Sørensen
- 1991  Hermino Diaz Zabala
- 1990  Tony Rominger
- 1989  Tony Rominger
- 1988  Erich Mächler
- 1987  Rolf Sørensen
- 1986  Luciano Rabottini
- 1985  Joop Zoetemelk
- 1984  Tommy Prim
- 1983  Roberto Visentini
- 1982  Giuseppe Saronni
- 1981  Francesco Moser
- 1980  Francesco Moser
- 1979  Knut Knudsen
- 1978  Giuseppe Saronni
- 1977  Roger De Vlaeminck
- 1976  Roger De Vlaeminck
- 1975  Roger De Vlaeminck
- 1974  Roger De Vlaeminck
- 1973  Roger De Vlaeminck
- 1972  Roger De Vlaeminck
- 1971  Italo Zilioli
- 1970  Tony Houbrechts
- 1969  Carlo Chiappano
- 1968  Claudio Michelotto
- 1967  Franco Bitossi
- 1966  Dino Zandegu